# Silizium-Gate-Technik
Die Silizium-Gate-Technik (SGT), auch Silizium-Gate-Prozess genannt (engl. silicon-gate (MOS) technology/process), ist eine Fertigungsvariante für integrierte Schaltungen (ICs) auf Grundlage von Feldeffekttransistoren mit isolierter Gate-Elektrode (IGFET), bei der die Gate-Elektrode aus hochdotierten polykristallinem Silizium (Polysilizium, Poly-Si), statt des bis dahin üblichen Aluminiums, gefertigt wird.
Weiterentwicklungen einbezogen (vor allem die CMOS-Technik), ist die Silizium-Gate-Technik die dominierende Fertigungstechnik für mikroelektronische Produkte. Im Bereich der Hochleistungsprozessoren wurde sie allerdings Mitte 2000er Jahre durch die High-k+Metal-Gate-Technik abgelöst, die wieder eine metallische Gate-Elektrode nutzt. Das Prinzip der Silizium-Gate-Technik ist aber weiterhin weit verbreitet und wird für Produkte bis hin zum 28-nm-Technologieknoten eingesetzt.

## Prozessfolge
Der Silizium-Gate-Prozess ist ein Planarprozess, das heißt, alle Prozesse werden von der Oberfläche aus durchgeführt und die funktionellen Bauteile liegen dicht unter der Oberfläche. Er wurde ursprünglich für die Fertigung von integrierten Schaltkreisen auf p-Kanal-Isolierschichtfeldeffekttransistoren (p-Kanal-IGFET) vorgestellt, mitunter auch als PMOS-Prozess bezeichnet. Im ersten Prozessabschnitt wird ein n-dotierter Silizium-Einkristall-Wafer thermisch oxidiert, um ein gut 2 µm dickes „Feldoxid“ für die Isolation der Bauelemente zu erzeugen. Anschließend wird der aktive Bereich (dort wo sich später die Transistoren befinden) fotolithografisch maskiert und das Feldoxid in diesem Bereich entfernt, so dass das Silizium wieder unbeschichtet ist. Im zweiten Prozessabschnitt folgt eine thermische Oxidation unter kontrollierten Bedingungen, um zunächst das spätere, deutlich dünnere Gate-Oxid (damals ca. 100 nm) im gesamten aktiven Bereich zu erzeugen. Danach folgt die ganzflächige Abscheidung von Polysilizium, bspw. durch chemische Gasphasenabscheidung (CVD). Im dritten Abschnitt wird die Polysilizium-Schicht fotolithografische maskiert und anschließend lokal entfernt, um die Gate-Bereiche zu definieren. Nun folgt die Herstellung der Source-/Drain-Bereiche durch Ionenimplantation von Bor. Dazu ist im Gegensatz zum damals üblichen Prozess mit einer Gate-Elektrode aus Aluminium (siehe Metallische Gate-Elektrode#Prozessfolge der „Aluminium-Gate-Technik“ (1960er Jahre)) kein weiterer Maskenschritt notwendig, da diese Bereiche bei der Gate-Strukturierung bereits definiert und geöffnet wurden. Bei der maskenlosen Ionenimplantation bleiben die Dotieratome über den elektrisch nicht aktiven Bereichen im Feldoxid stecken, so dass sie hier elektrisch unwirksam bleiben. Ebenfalls erfolgt eine erwünschte Dotierung der Gate-Elektrode aus Polysilizium mit Bor. Die p-Dotierung führt zu einem geringeren Schichtwiderstand und der gewünschten Änderung der Austrittsarbeit. Im letzten Prozessabschnitt erfolgt die Abscheidung einer dicken Schicht aus Siliziumdioxid oder -nitrid. Diese wird erneut fotolithografisch strukturiert und die Bereiche der Source-, Drain- und Gate-Kontakte geöffnet. Abschließend wird Aluminium abgeschieden und strukturiert, um so die Kontakt- und erste Metallisierungsebene herzustellen.

## Vor- und Nachteile
Durch den Austausch der metallischen Gate-Elektrode durch ein dotiertes Polysilizium ist der Unterschied in der Austrittsarbeit zwischen Gate-Elektrode und dem darunterliegenden Halbleiter des Kanals nicht mehr festgelegt, sondern kann durch die Dotierung des Silizium-Gates eingestellt werden. Dies erlaubte beispielsweise für p-Kanal-Bauelemente (auf <100>-Silizium) eine Reduzierung der Schwellspannung von 2,7 V (Aluminium) auf 1,6 V (Polysilizium) bei einer gleichbleibenden Dicke des Dielektrikums von ca. 100 nm.
Durch die Nutzung der Polysilizium-Elektrode als Maskierung für den Transistorkanal und der ganzflächigen Dotierung werden die Source- und Drain-Gebiete ohne weitere Fotomaske definiert, in diesem Zusammenhang wird daher von „selbst justierend/ausrichtend“ gesprochen. Damit eliminierte man den bei der Aluminium-Gate-Technik unvermeidbaren Overlay-Versatz von bis zu 0,2 µm zwischen Gate und den Source-/Drain-Gebieten vollständig. Mit der deutlich verbesserten Ausrichtung und der beim notwendigen Ausheilungsschritt vernachlässigbaren seitlichen Diffusion der Dotierstoffe unter das Gate wird die Gate-Drain-Kapazität deutlich verringert (für damalige Verhältnisse auf einen vernachlässigbar kleinen Wert). Des Weiteren benötigt die Silizium-Gate-Technik gleich viel (vier) Fotolithografieschritte wie die damals übliche Aluminium-Gate-Technik. Durch die Trennung der Gate-Strukturierung und der Kontaktierung sowie der geringeren Kapazitäten konnten schon jedoch merklich höhere Bauelementdichten (Faktor 1,5) erreicht werden. Alles zusammen führte zu einem geringeren Flächenbedarf, einer verbesserten Produktionsausbeute und einer Erhöhung der Schaltgeschwindigkeit (ca. Faktor 3 durch Reduzierung aller parasitären Kapazitäten um ca. 10 %).
Ein weiterer Vorteil von Gate-Elektroden aus Silizium gegenüber Aluminium ist das deutlich höhere thermische Budget für nachfolgende Prozesse, wie zum Beispiel Ausheilungsprozesse nach der Ionenimplantation/Diffusion. Dadurch konnte die Reihenfolge von Diffusion und Aufbringen der Gate-Elektrode umgekehrt werden. Ermöglicht wird dies durch die sehr viel höhere Schmelztemperatur von Polysilizium im Vergleich zu Aluminium (Ts,Al = 660,2 °C), sowie dem besseren Schutz des Gate-Dielektrikums durch das Gate und dem Schutz-Oxid. Gleichzeitig erhöht er die Kompatibilität zum damals üblichen Fertigungsprozess für Bipolartransistoren, welche nun leichter zusammen mit IGFETs auf einen Chip hergestellt werden konnten.

## Anwendungsbereiche und Bedeutung
Das Prinzip, Polysilizium als Gatematerial zu nutzen, wurde erstmals von den Bell-Labs-Mitarbeitern Robert Kerwin, Donald Klein und John Sarace 1968 in einem Artikel veröffentlicht, aber bereits 1967 zum Patent angemeldet. Noch 1968 entwickelten die Fairchild-Mitarbeiter Federico Faggin und Thomas Klein daraus einen Fertigungsprozess und zeigten den ersten integrierten Schaltkreis in p-Kanal-Silizium-Gate-Technik, den Fairchild 3708 (ein Neuentwurf eines bestehenden analogen 8-Kanal-Multiplexers in p-Kanal-Aluminium-Gate-Technik, Fairchild 3705).
Faggins Konzept wurde von Intel als primäre Technik für Halbleiterspeicherbauteile aufgegriffen. Die ersten kommerziellen Produkte in Silizium-Gate-Technik waren SRAM- (Intel 1101, 1969) und DRAM-Bauteile (Intel 1103, 1970) in PMOS-Technik von Intel. 1971 folgte der erste Mikroprozessor überhaupt, der Intel 4004. PMOS hatte jedoch deutliche Beschränkungen in der Schaltgeschwindigkeit, weswegen Intel wenige Jahre später die NMOS-Silizium-Gate-Technik entwickelte. Das erste Produkt dieser Art war Intels 8080 (1974). Darauf folgten die HMOS-Silizium-Gate-Technik (HMOS = high-performance MOS), die zusammen mit der Projektionsbelichtung eine weitere Erhöhung der Integrationsdichte und leistungsstärkere Bauteile ermöglichte. 1985 folgte ein weiterer Schritt, der advanced CMOS process (dt. etwa „fortschrittlicher CMOS-Prozess“), eine Weiterentwicklung der von der RCA in den 1950er Jahren entwickelten CMOS-Technik, eingesetzt in Intels 80386. Der Vorteil von CMOS ist eine gegenüber PMOS und NMOS deutlich geringere Leistungsaufnahme durch Nutzung von p-Kanal- und n-Kanal-Feldeffekttransistoren. Sie hat jedoch den Nachteil, dass mehr als einen Diffusionsschritt und etwas mehr Fläche benötigt. Die Fertigung solcher Schaltungen für VLSI-Anwendungen wurde jedoch mit dem CMOS-Silizium-Gate-Prozess zu einem angemessenen Preis möglich.
Aus heutiger Sicht ist die Silizium-Gate-Technik und deren Weiterentwicklungen (vor allem die CMOS-Technik) die dominierende Fertigungstechnik für die Herstellung von Halbleiterspeichern und integrierten Schaltungen seit deren Erfindung in den 1970er Jahren bis hin zum 28-nm-Technologieknoten. Erst mit der Einführung des 32-nm-Technologieknotens Mitte der 2000er Jahre wurde für Hochleistungsprozessoren Polysilizium als Gate-Material wieder ersetzt. Die neue High-k+Metal-Gate-Technik nutzt wieder eine metallische Gate-Elektrode sowie spezielle Dielektrika und zeichnet sich unter anderem durch eine deutlich geringere Verlustleistung der Prozessoren aus. Das mit der Silizium-Gate-Technik  eingeführte selbstjustierende Prinzip für die Definition der Source-/Drain-Bereiche ohne einen Fotolithografieschritt wird aber auch hier weiterhin angewendet.

## Anmerkung
Der bekannteste Vertreter von Isolierschicht-Feldeffekttransistoren (engl. isolated-gate field-effect transistor, IGFET) ist der MOS-Feldeffekttransistor. Sein Name leitet sich aus der typischen Schichtfolge des Transistors ab, das heißt, eine metallische Gate-Elektrode (meist Aluminium), die durch ein elektrisch isolierendes Oxid (Siliziumdioxid) vom halbleitenden Kanalgebiet (Silizium) getrennt wird. Daher der deutschsprachige Name Metall-Oxid-Halbleiter-Feldeffekttransistor (engl. metal-oxide-semiconductor field-effect transistor, MOS-FET). Dies war Mitte der 1960er Jahre die übliche Bauform für planare Feldeffekttransistoren. Mit der Einführung und Verbreitung der Silizium-Gate-Technik wurde diese Bezeichnung weiter beibehalten, auch wenn sie nicht mehr dem wirklichen Aufbau entsprach. Daher wird die Silizium-Gate-Technik auch als MOS-Technik/Prozess bezeichnet.